# Eduardo Costa (judoka)
Eduardo Edilio Costa (23 de septiembre de 1977) es un deportista argentino que compitió en judo.
Ganó una medalla en los Juegos Panamericanos de 1999 y cinco medallas en el Campeonato Panamericano de Judo entre los años 1998 y 2008. 	
Participó en tres Juegos Olímpicos de Verano entre los años 2000 y 2008, su mejor actuación fue un séptimo puesto logrado en Atenas 2004 en la categoría de –90 kg.

## Palmarés internacional
| Juegos Panamericanos    | Juegos Panamericanos            | Juegos Panamericanos | Juegos Panamericanos |
| Año                     | Lugar                           | Medalla              | Categoría            |
| ----------------------- | ------------------------------- | -------------------- | -------------------- |
| 1999                    | Winnipeg (Canadá)               | Medalla de plata     | –90 kg               |
| Campeonato Panamericano |                                 |                      |                      |
| Año                     | Lugar                           | Medalla              | Categoría            |
| 1998                    | Santo Domingo (Rep. Dominicana) | Medalla de plata     | –90 kg               |
| 2004                    | Isla de Margarita (Venezuela)   | Medalla de bronce    | –90 kg               |
| 2005                    | Caguas (Puerto Rico)            | Medalla de oro       | –90 kg               |
| 2006                    | Buenos Aires (Argentina)        | Medalla de bronce    | –90 kg               |
| 2008                    | Miami (Estados Unidos)          | Medalla de plata     | –100 kg              |